# Gianfranco Gallone
Gianfranco Gallone (ur. 20 kwietnia 1963 w Ceglie Messapica) – włoski duchowny katolicki, arcybiskup, nuncjusz apostolski w Urugwaju.

## Życiorys
3 września 1988 otrzymał święcenia kapłańskie i został inkardynowany do diecezji Oria. W 1997 rozpoczął przygotowanie do służby dyplomatycznej na Papieskiej Akademii Kościelnej. W 2000 rozpoczął pracę w nuncjaturze apostolskiej w Mozambiku. Następnie był sekretarzem nuncjatur w Izraelu (2004–2007), na Słowacji (2007–2010), w Indiach (2010–2013) i Skandynawii (2013–2015). W 2015 został pracownikiem sekcji II Sekretariatu Stanu Stolicy Apostolskiej.

### Episkopat
2 lutego 2019 papież Franciszek mianował go nuncjuszem apostolskim w Zambii oraz arcybiskupem tytularnym Motula. Święceń biskupich udzielił mu 19 marca 2019 w bazylice św. Piotra w Rzymie kardynał Pietro Parolin. 8 maja 2019 został jednocześnie akredytowany w Malawi.
3 stycznia 2023 został przeniesiony na urząd nuncjusza apostolskiego w Urugwaju.